# 커런트 워
《커런트 워》(영어: The Current War)는 2017년 제작된 미국의 역사 드라마 영화이다. 감독은 알폰소 고메스레혼, 각본은 마이클 미트닉이 썼다. 이 영화는 전기를 개발하기 위한 토머스 에디슨과 조지 웨스팅하우스의 경쟁을 그리는 작품으로 베네딕트 컴버배치, 마이클 섀넌, 니컬러스 홀트, 톰 홀랜드, 캐서린 워터스턴과 터펜스 미들턴이 출연한다.
2017 토론토 국제 영화제에서 상영되었다.

## 출연진
- 베네딕트 컴버배치 - 토머스 에디슨 역
- 마이클 섀넌 - 조지 웨스팅하우스 역
- 니컬러스 홀트 - 니콜라 테슬라 역
- 캐서린 워터스턴 - 마거리트 어스틴 역
- 톰 홀랜드 - 새뮤얼 인설 역
- 터펜스 미들턴 - 메리 싯웰 역
- 매슈 맥페이든 - J. P. 모건 역
- 코너 맥닐 - 윌리엄 케믈러 역
- 데미언 몰로니 - 버크 코크런 역